# Carl Blumenstengel

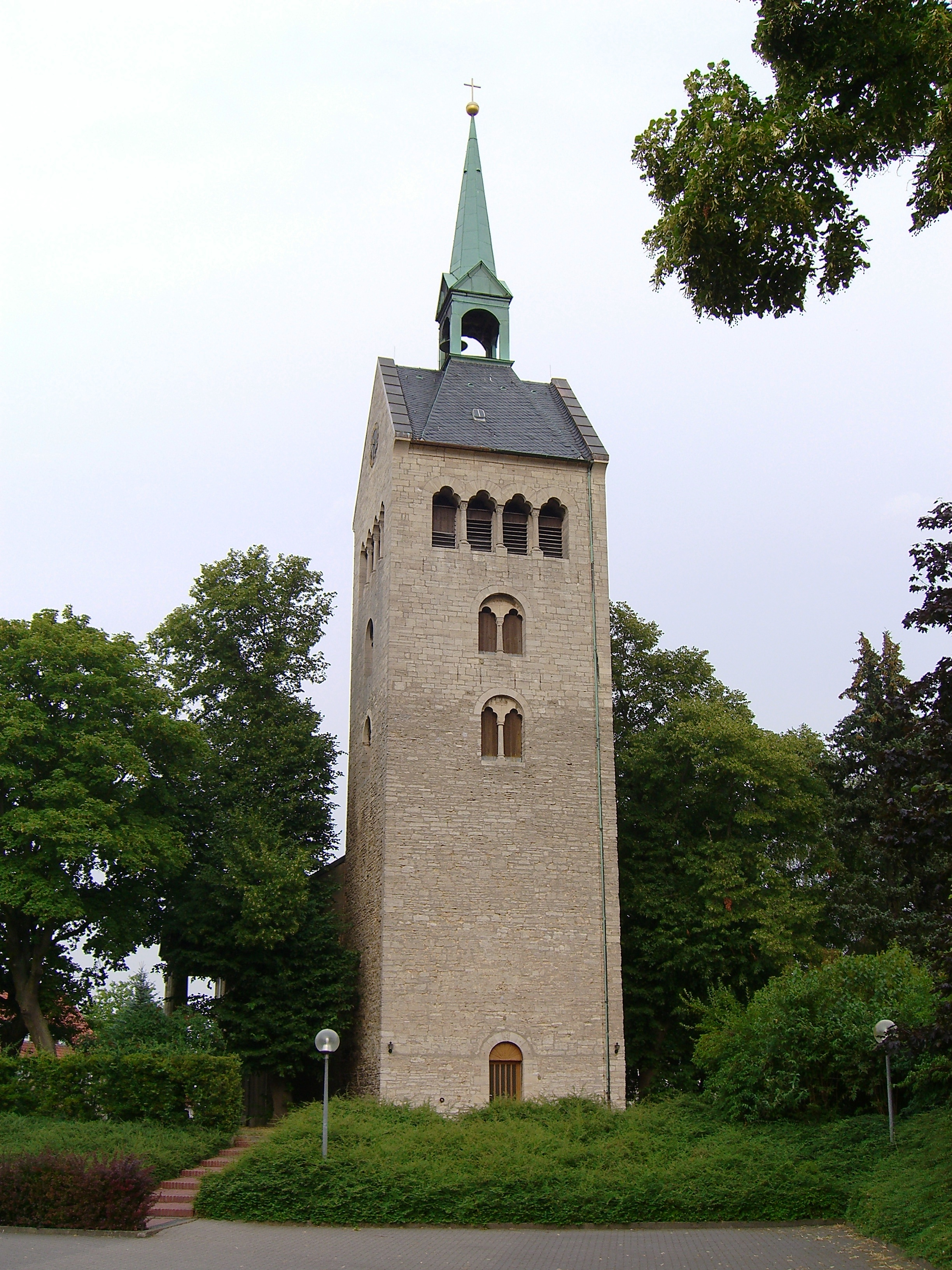
St. Lambertus in Süpplingen, 1821–23

Johann Carl Heinrich Blumenstengel (* 20. Februar 1792 in Braunschweig; † 22. Februar 1867 in Braunschweig) war ein deutscher Architekt und von 1827 bis 1861 braunschweigischer Kammerbaumeister.

## Leben
Carl Blumenstengel wurde 1792 in Braunschweig als Sohn des Töpfermeisters Johann Heinrich Georg Blumenstengel geboren, besuchte die dortigen Schulen und ab 1808 das Collegium Carolinum. Nach der etwa zweijährigen Lehrzeit als Bauaspirant unter Oberbaurat Peter Joseph Krahe erhielt er am 13. Oktober 1809 das Patent zum Baueleven. Blumenstengel leistete von 1814 bis 1815 als Fähnrich Militärdienst im neuen Heer Herzog Friedrich Wilhelms. Im neu gegründeten Herzogtum Braunschweig gehörte Blumenstengel gemeinsam mit Philipp Lemme, Ludwig Röbber und Carl Wolf (1793–1869) zu den jüngeren Baukondukteuren, die nach der Neuorganisation des der Fürstlichen Kammer unterstellten Baudepartements eigene Baudistrikte zugewiesen bekamen. So war Blumenstengel ab 1816 als Kammerbaukondukteur im Baudistrikt Helmstedt unter Kammerbaumeister J. Chr. Honig (1746–1817) tätig. Nach Honigs Tod leitete er die dortige Bauverwaltung kommissarisch und wurde 1827 zum Kammerbaumeister ernannt. Von 1850 bis 1861 betreute Blumenstengel als Nachfolger seines jüngeren Bruders Heinrich Blumenstengel (1799–1850) den Landbaukreis Braunschweig. Er trat 1861 in den Ruhestand.
Blumenstengel gestaltete die von der Fürstlichen Kammer betreuten Gebäude im Baudistrikt, seit 1832 Baukreis, Helmstedt. Dazu zählten Verwaltungsgebäude, Beamtenwohnhäuser, Mühlen, Brücken, Wasser- und Wegebauten sowie Wohn- und Wirtschaftsgebäude der Domänen. In seine acht Kirchenbauten floss von 1820 bis 1834 der klassizistische Einfluss seines Lehrers Krahe ein, während die später von 1841 bis 1849 errichteten drei Kirchen im historisierenden Stil erbaut wurden.
Blumenstengel war seit 1821 verheiratet. Aus der Ehe gingen fünf Kinder hervor, darunter als jüngster Sohn der herzogliche Hofkonzertmeister Albrecht Blumenstengel (1835–1895). Die Familie wohnte bis 1824 in Schöningen, nachfolgend in Helmstedt. Carl Blumenstengel starb 1867 kurz nach seinem 75. Geburtstag in Braunschweig.

## Werke (Auswahl)
- Kirche in Parsau, 1820
- Kirche in Runstedt, 1822 (1964 zugunsten des Braunkohletagebaus abgebrochen)
- Kirche St. Lambertus in Süpplingen, Kirchenschiff 1821–23 angefügt.
- Kirche in Grasleben, 1824 (Kirchturm von 1904)
- Kirche in Emmerstedt, 1834
- Kirche in Volkmarsdorf, 1841 (um 1900 abgebrochen)
- Kirche in Lelm, 1845
- Kirche in Glentorf, 1849